# Zambian African National Congress
Der Zambian African National Congress (Abkürzung ZANC; deutsch Sambischer Afrikanischer Nationaler Kongress) war eine politische Partei in Nordrhodesien, dem heutigen Sambia, die sich 1958 vom Northern Rhodesian African National Congress abgespalten hatte. 
Ihr Ziel war die Durchsetzung der Rechte der schwarzen Bevölkerung. 

## Entwicklung
Präsident des ZANC war Kenneth Kaunda. Diese Partei existierte nur wenige Monate, denn 1959 wurde der ZANC von der britischen Kolonialregierung verboten. Im folgenden Jahr trat Kaunda, nachdem er aus dem Gefängnis freigelassen worden war, der United National Independence Party (UNIP) bei.